# Althüttendorf
Althüttendorf es un municipio del distrito de Barnim, en Brandeburgo (Alemania).
- Datos: Q441158
- Multimedia: Althüttendorf / Q441158

1. ↑  Worldpostalcodes.org, código postal n.º 16247.